# Ferdinando Rosellini
Ferdinando Pio Rosellini (Pisa, 20 aprile 1814 – Casale, 1º luglio 1872) è stato un politico, matematico e botanico italiano.

## Biografia
Fratello di Ippolito, fu assistente universitario del professore Leopoldo  Nobili. Venne eletto Deputato del Regno di Sardegna per tre legislature, rappresentando il collegio di Lavagna.